# دیسا
دیسا (به انگلیسی: Deesa) یک شهر در هند است که در گجرات واقع شده‌است.

## خصوصیات
دیسا  ۱۱۱٬۱۴۹ نفر جمعیت دارد.